# Abbaye primaire
Dans l'Ordre cistercien, de la fondation de la première abbaye-fille de Cîteaux (1113) jusqu'à la Révolution française et la transformation de toutes les abbayes en biens nationaux (1790), la Charte de charité rédigée par l'abbé Étienne Harding permettait une gestion de l'ordre à la fois centralisée et laissant une large autonomie à chaque abbaye, à travers le système de filiation. Dans cet organigramme, les abbayes primaires correspondaient aux têtes de chaque lignée.
Traditionnellement, on considère qu'elles sont au nombre de quatre, correspondant aux quatre premières fondations de Cîteaux : La Ferté, Pontigny, Clairvaux et Morimond (les Quatre filles de Cîteaux). On peut cependant y adjoindre l'abbaye-mère de Cîteaux elle-même, qui a sa propre lignée, ainsi, mais avec des nuances, que l'abbaye de Tart, féminine, qui compte également une lignée, mais dont l'abbesse ne jouissait pas des mêmes privilèges que les abbés côté masculin.

## Terminologie
Le terme « abbaye primaire » est utilisé surtout dans l'historiographie germanique (Primarabtei), dans la suite du travail fourni par Leopold Janauschek. Dans le monde francophone, il est plus souvent fait mention des « quatre premières filles » ou de la « lignée de ... », mais le groupe des abbayes à la tête de chaque lignée y est moins désigné en tant que tel.

## Historiographie
Très rapidement, dès le XIIe siècle, les religieux de Cîteaux ont cherché à faire l'historique de leur ordre, pour des raisons liturgiques et, secondairement, politiques. Cette chronologie est à peu près fixée au XIIIe siècle, et reprise telle quelle par les érudits du XVIIe. L'historiographie du début du XXIe siècle montre que l'ordre cistercien ne se définit probablement pas comme un ordre religieux en tant que tel avant les années 1150-1160, et qu'une bonne part de l'histoire des premières décennies de l'ordre a été réécrite pour correspondre à la vision qu'en ont les cisterciens un demi-siècle plus tard.

## La constitution de la structure cistercienne
| Cîteaux La Ferté Pontigny Clairvaux Morimond |

### L'émergence progressive d'une primauté
Le concept même d'abbaye-primaire n'a émergé que lentement dans l'historiographie cistercienne. L'ordre cistercien ne se percevant pas à ses débuts comme organisé selon une structure propre (en particulier le chapitre général), une seule abbaye est considérée comme « primaire », Cîteaux.

### Le cas particulier de Morimond
À ce qu'il semble aujourd'hui, la reconnaissance de La Ferté, de Pontigny et de Clairvaux comme abbayes-primaires de l'ordre cistercien semble avoir été assez rapide. En revanche, en ce qui concerne Morimond, la reconnaissance de sa « primauté » est plus tardive, et ne date que de la bulle d'Alexandre III de 1163, ainsi que de celle qui la suit, en 1165. Des études plus poussées ont montré que Morimond n'est pas mentionnée dans la première version de la Carta Caritatis, en 1119.  Lors de l'accord passés entre cisterciens et Prémontrés, en 1142, l'abbé de Morimond est ainsi absent. En revanche, une représentation des moines blancs en 1157 l'inclut ; il s'agit peut-être d'une faveur de Lambert, alors abbé de Cîteaux et précédemment de Morimond ; mais plus probablement d'une reconnaissance du rôle éminent de la quatrième fille au sein de l'Ordre.
En effet la filiation de Morimond est la seconde plus importante, après celle de Clairvaux ; à la mort de Bernard, La Ferté comptait six abbayes-filles, Pontigny vingt-six, mais Morimond 84. Quant à Clairvaux, elle comptait déjà soixante abbayes filles directes, sans compter les fondations de celles-ci. Certaines abbayes n'ayant pas « statut » d'abbaye primaire (L'Aumône, Kamp, sans parler du cas particulier de Savigny) ont une filiation beaucoup plus importante que celle de La Ferté. Mais la détermination des branches de l'ordre date de 1119, lors de la rédaction de la Charte, et n'a pas évolué, à l'exception notable de l'insertion de Morimond. Selon toutes les sources traditionnelles, Morimond aurait été fondée la même année (1115), voire le même jour que Clairvaux ; les études modernes et l'absence de Morimond dans la première mouture de la Charte laisse au contraire envisager une fondation vers 1117 ou 1118.
Une analyse poussée des dates de fondation des abbayes de l'ordre cistercien montre, dans les documents les plus anciens, la succession rapide des fondations entre 1110 et 1120. En particulier, les abbayes de Preuilly, Trois-Fontaines et de la Cour-Dieu pourraient avoir été fondées dès 1116-1117, alors que les listes plus récentes, fondées sur le travail de Leopold Janauschek, leur donnent une date de fondation plus tardive de deux ans en moyenne (1118-1119). Cela conjugué à l'antidatation probable de la fondation de Morimond laisse entrevoir la possibilité que Morimond n'ait pas été la quatrième fondation cistercienne. Ainsi, la Chronique du Pseudo-Guillaume Godel, datant de 1174, nomme Preuilly « la cinquième fille de Cîteaux ». Par ailleurs, le cas particulier de Savigny (abbaye-mère d'un ordre savignien rallié en 1147 à la filiation de Clairvaux) introduit durant un temps un statut particulier et intermédiaire, qui dure jusqu'au chapitre général de 1215.
Cette distinction entre les abbayes primaires et les autres a une grande importance. En effet, la Charte de charité imposait à l'abbé d'une abbaye-mère de visiter chaque année chacune de ses fondations, et d'y contrôler le bon déroulement de la vie monastique. L'abbé de Cîteaux, outre ses propres fondations, était chargé de l'inspection des quatre abbayes primaires ; enfin, ces quatre abbés avaient la responsabilité de veiller à la bonne observance de la règle à Cîteaux. C'étaient donc les garants de l’unanimité cistercienne.

## L'exemption de la commende
Quasiment seules parmi les abbayes cisterciennes européennes, les quatre abbayes primaires et Cîteaux échappèrent au régime de la commende, destructeur aussi bien sur les plans économique et matériel que sur les plans spirituel et communautaire. En effet, Henri III, par l'ordonnance de Blois, y restreignait, concernant ces quatre abbayes, sur la supplique des cisterciens, les dispositions du concordat de Bologne,.